# دوغلاس كاي
دوغلاس كاي (Douglas Caé) لاعب كرة قدم برازيلي من مواليد 24 أكتوبر 1987 يجيد اللعب في مركز الهجوم لعب سابقاً في نادي الجيل.